# Uwe H. Bittlingmayer
Uwe H. Bittlingmayer (* 30. Juni 1970 in Minden) ist ein deutscher Soziologe.

## Leben

### Studium
Bittlingmayer studierte von 1992 bis 2005 an der Universität Münster, wo er einen Magister in Soziologie, Philosophie und Politikwissenschaft erwarb. Im Jahr 2005 promovierte er an der Universität Münster im Fach Soziologie. Seine Dissertation, eine ideologiekritische Studie zur Zeitdiagnose „Wissensgesellschaft“, veröffentlichte er 2005.

### Arbeit
Nach seiner Promotion arbeitete Bittlingmayer von 2005 bis 2008 als wissenschaftlicher Mitarbeiter und Public Health Researcher an der Fakultät für Gesundheitswissenschaften der Universität Bielefeld. Im Jahr 2009 erhielt er einen Ruf an der Pädagogischen Hochschule Freiburg und ist seitdem dort Professor für Allgemeine Soziologie mit dem Schwerpunkt Bildungssoziologie am Institut für Soziologie.
Unter dem Titel „Klassen, Kultur und symbolische Herrschaft“ veranstaltete er eine Internationale Bourdieu-Konferenz im Jahr 2011 in Freiburg. Von 2013 bis 2021 war er Dekan der Fakultät für Bildungswissenschaften. Im Jahr 2014 gründete er die Arbeitsstelle Afghanistan an der Pädagogischen Hochschule Freiburg, deren Direktor er ist, mit dem Ziel, Forschung in den Bereichen Bildung, Gesundheit und Soziologie zu fördern. Zudem ist er Direktor des Wissenschaftlichen Instituts des Jugendhilfswerks.
Von 2010 bis 2016 leitete er die wissenschaftliche Begleitforschung des Lions-Quest Programms, einem Lebenskompetenzförderungs- und Präventionsprogramms zur Stärkung der sozialen Kompetenzen und des sozialen Lernens von jungen Menschen im Schulalltag.

### Positionen
Zur Bundestagswahl 2025 rief Bittlingmayer zur Wahl der Partei Die Linke auf.

## Publikationen (Auswahl)
Uwe H. Bittlingmayer hat mehr als 100 Publikationen mitverfasst. Seine Arbeitsschwerpunkte umfassen Bildungs-, Ungleichheits- und Gesundheitsforschung; Kritische Theorie, Gesellschaftstheorie und Zeitdiagnose, Demokratie- und Menschenrechtsbildung sowie die Soziologie Afghanistans.
Bildungssoziologie
•Uwe H. Bittlingmayer, Ullrich Bauer, Albert Scherr: Klassische Positionen der Erziehungs- und Bildungssoziologie – einige Vorbemerkungen. In: Uwe H. Bittlingmayer, Ullrich Bauer, Albert Scherr (Hrsg.): Handbuch Bildungs- und Erziehungssoziologie. 2. Auflage 2022. Springer VS, Wiesbaden 2022, ISBN 978-3-658-30903-9.
•Uwe H. Bittlingmayer, Ullrich Bauer, Albert Scherr: Klassische Positionen der Erziehungs- und Bildungssoziologie – einige Vorbemerkungen. In: Uwe H. Bittlingmayer, Ullrich Bauer, Albert Scherr (Hrsg.): Handbuch Bildungs- und Erziehungssoziologie. Springer VS, Wiesbaden 2012, ISBN 978-3-531-18944-4.
•Uwe H. Bittlingmayer: Wissensökonomie und der Wert der Bildung. In: Ullrich Bauer, Axel Bolder, Helmut Bremer, Rolf Dobischat, Günter Kutscha (Hrsg.): Expansive Bildungspolitik – Expansive Bildung? Springer VS, Wiesbaden 2014, ISBN 978-3-658-06668-0.
•Uwe H. Bittlingmayer, Jürgen Gerdes, Diana Sahrai, Albert Scherr: Entpolitisierung wider Willen? In: Helmut Bremer, Mark Kleemann-Göhring, Christel Teiwes-Kügler, Jana Trumann (Hrsg.): Politische Bildung zwischen Politisierung, Partizipation und politischem Lernen. Beiträge für eine soziologische Perspektive. Beltz Juventa, Weinheim/München 2013, ISBN 978-3-7799-1589-8.

Gesellschaftstheorie und Zeitdiagnose
•Uwe H. Bittlingmayer, Zeynep Islertas, Elias Sahrai, Stefanie Harsch, Isabella Bertschi, Diana Sahrai: Health Literacy aus gesundheitsethnologischer Perspektive. Eine Analyse alltäglicher Gesundheitspraktiken von migrantischen Jugendlichen und Familien. 1. Auflage. Springer VS, Wiesbaden 2020, ISBN 978-3-658-30636-6.
•Uwe H. Bittlingmayer, Ullrich Bauer: Die „Wissensgesellschaft“. Mythos, Ideologie oder Realität? 1. Auflage. Springer VS, Wiesbaden 2006, ISBN 978-3-531-14535-8.
•Uwe H. Bittlingmayer: „Wissensgesellschaft“ als Wille und Vorstellung. 1. Auflage. UVK, Konstanz 2005, ISBN 3-89669-525-8.

Gesundheitssoziologie
•Raphael Beer, Uwe H. Bittlingmayer: Bewerten und/oder Bewerten Normativität in der Sozialisationsforschung. In: Johannes Ahrens, Raphael Beer, Uwe H. Bittlingmayer, Jürgen Gerdes (Hrsg.): Münsteraner Schriften zur Soziologie. 1. Auflage. Band 1. Lit Verlag, Münster, New York 2008, ISBN 978-3-8258-9211-1.
•Ullrich Bauer, Uwe H. Bittlingmayer, Matthias Richter: Determinanten und Mechanismen gesundheitlicher Ungleichheit. Die Herausforderung einer erklärenden Perspektive. In: Ullrich Bauer, Uwe H. Bittlingmayer, Matthias Richter (Hrsg.): Health Inequalities. Determinanten und Mechanismen gesundheitlicher Ungleichheit. 1. Auflage. Band 1. Springer VS, Wiesbaden 2008, ISBN 978-3-531-15612-5.
•Stefanie Harsch, Asadullah Jawid, M. Ebrahim Jawid, Luis A. Saboga-Nunes, Uwe H. Bittlingmayer, Diana Sahrai, Kristine Sørensen: Health without formal Education? In: Luis A. Saboga-Nunes, Uwe H. Bittlingmayer, Orkan Okan, Diana Sahrai (Hrsg.): New Approaches to Health Literacy: Linking Different Perspectives. 1. Auflage. Springer VS, Wiesbaden 2020, ISBN 978-3-658-30908-4.

Kritische Theorie
•Ullrich Bauer, Uwe H. Bittlingmayer: Pierre Bourdieu und die Frankfurter Schule. Eine Fortsetzung der Kritischen Theorie mit anderen Mitteln? In: Ullrich Bauer, Uwe H. Bittlingmayer, Carsten Keller, Franz Schultheis (Hrsg.): Bourdieu und die Frankfurter Schule. Aktuelle Ansätze einer zeitgemäßen Kritischen Theorie. 1. Auflage. transcript, Bielefeld 2014, ISBN 978-3-8376-1717-7.
•Uwe H. Bittlingmayer, Alex Demirović, Tatjana Freytag: Handbuch Kritische Theorie. Hrsg.: Uwe H. Bittlingmayer, Alex Demirović, Tatjana Freytag. 1. Auflage. Band 2. Springer VS, Wiesbaden 2019, ISBN 978-3-658-12694-0.
•Uwe H. Bittlingmayer, Alex Demirović, Ullrich Bauer: Normativität in der Kritischen Theorie. In: Johannes Ahrens, Raphael Beer, Uwe H. Bittlingmayer, Jürgen Gerdes (Hrsg.): Normativität. 1. Auflage. Band 1. Springer VS, Wiesbaden 2011, ISBN 978-3-658-12694-0.
•Raphael Beer, Uwe H. Bittlingmayer: Die normative Verwobenheit der Sozialisationsforschung. In: Klaus Hurrelmann, Matthias Grundmann, Sabine Walper (Hrsg.): Handbuch Sozialisationsforschung. 7. Auflage. Beltz, Weinheim 2008, ISBN 978-3-407-29159-2.

Soziologie Afghanistan
•Stefanie Harsch, Asadullah Jawid, M. Ebrahim Jawid, Luis A. Saboga-Nunes, Uwe H. Bittlingmayer, Diana Sahrai, Kristine Sørensen: Health Literacy, Quality of Life and Health Behavior Among Male Heads of the Household in Four Districts of the Ghazni Province, Afghanistan. In: Luis Saboga-Nunes, Uwe H. Bittlingmayer, Orkan Okan, Diana Sahrai (Hrsg.): New Approaches to Health Literacy. Linking Different Perspectives. 1. Auflage. Springer, Wiesbaden 2020, ISBN 978-3-658-30908-4.
•Uwe H. Bittlingmayer, Zeynep Islertas, Elias Sahrai, Stefanie Harsch, Isabella Bertschi, Diana Sahrai: Health Literacy aus gesundheitsethnologischer Perspektive. Eine Analyse alltäglicher Gesundheitspraktiken von migrantischen Jugendlichen und Familien. 1. Auflage. Springer, Berlin 2020, ISBN 978-3-658-42347-6.
•Diana Sahrai, Uwe H. Bittlingmayer: Entwicklung durch Bildung? Anmerkungen zur Idee, Afghanistan durch Bildungsexpansion nachholend zu entwickeln. In: Gerhard Hauck, Ilse Lenz, Ingrid Wehr, Hanns Wienold (Hrsg.): Entwicklung, Gewalt, Gedächtnis. 1. Auflage. Westfälisches Dampfboot, Münster 2015, ISBN 978-3-89691-720-1.